# Jakub Kąkol
Jakub Kąkol (ur. 4 sierpnia 1996) – polski futsalista, zawodnik z pola, obecnie zawodnik Orła Jelcz-Laskowice, w latach 2018-2020 futsalista Red Devils Chojnice. Został on wybrany odkryciem sezonu 2018/2019 w Plebiscycie Futsal Ekstraklasy.